# Primer Centenario de los Sitios de Zaragoza

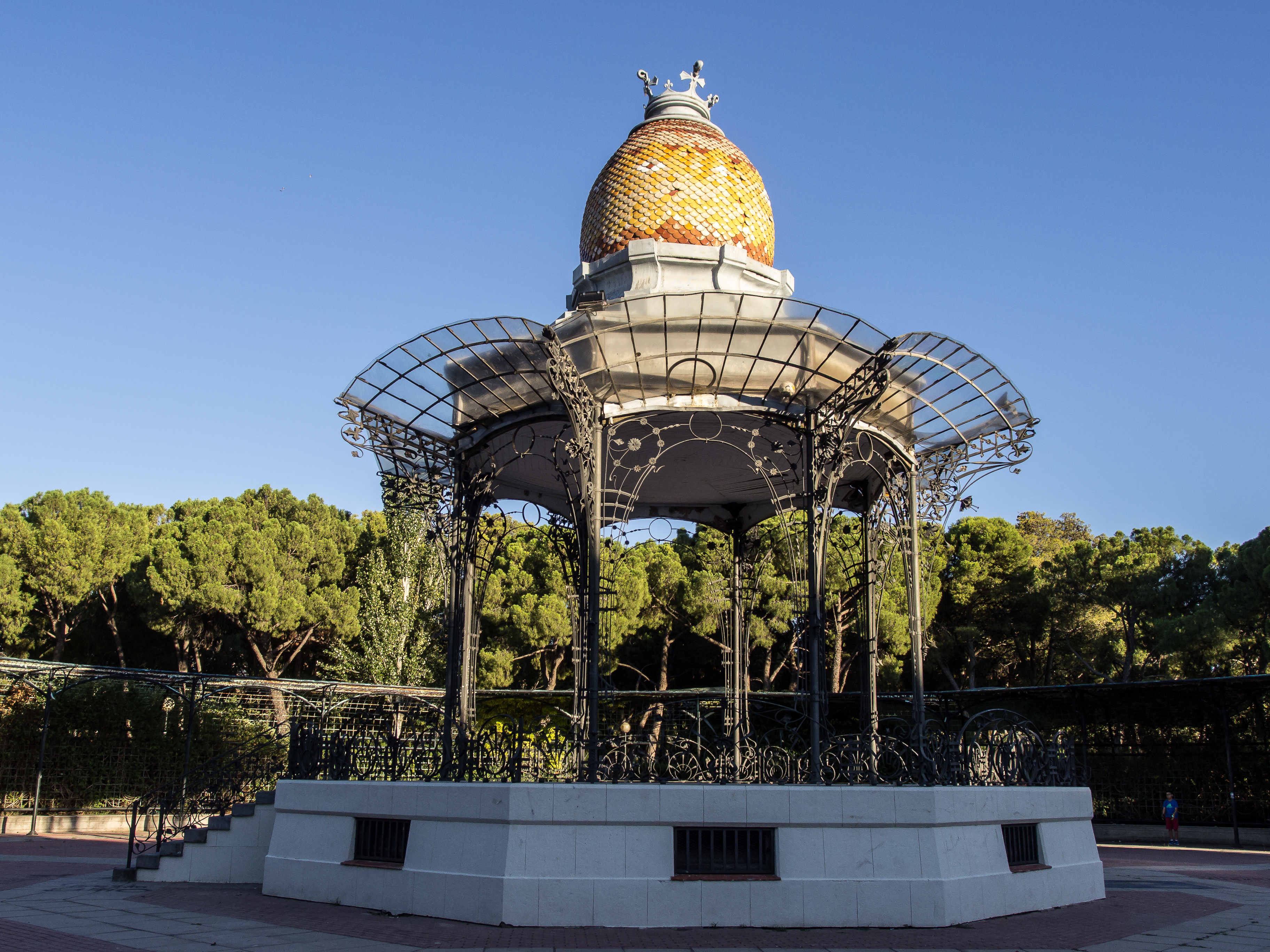
Quiosco construido para la Exposición Hispano-Francesa.

El primer centenario de los Sitios de Zaragoza se conmemoró en 1908. Con el objetivo de celebrar los cien años de la resistencia de Zaragoza frente a las tropas francesas, la incipiente burguesía local organizó una serie de actos que constituyeron la primera manifestación de la modernidad en Aragón.
En 1902 la Real Sociedad Económica Aragonesa de Amigos del País formó la Junta del I Centenario de los Sitios de Zaragoza y abrió una suscripción pública, aunque, según uno de sus miembros, «nada se hizo de positivo y real» hasta que en 1907 el rey Alfonso XIII concedió, por intervención de Segismundo Moret, una subvención de 2.500.000 pesetas a la obra.
La Exposición Hispano-Francesa fue el centro de las festividades, y buscaba establecer lazos de fraternidad con Francia. Muchas otras actividades se organizaron, entre ellos varios congresos: de Exportación, Agrícola Nacional, Internacional de Turismo, Económico de Amigos del País, Histórico Internacional de la Guerra de Independencia, Pedagógico, de la Buena Prensa, Mariano Nacional. El rey y Antonio Maura visitaron la ciudad, se trasladaron los restos del general José de Palafox y otros combatientes, el 14 de julio se le otorgó a Zaragoza el título de «Inmortal» y gran cantidad de obras sobre los Sitios fueron erigidas no solo en Zaragoza sino en muchas localidades de Aragón.